# یورگ پوزه
یورگ پوزه (آلمانی: Jörg Pose؛ زادهٔ ۱۸ مهٔ ۱۹۵۹) هنرپیشه اهل آلمان است. وی در سال ۱۹۸۸ خرس نقره‌ای برای بهترین بازیگر مرد شده‌است.